# Schlüchtern
Schlüchtern är en kommun och ort i Main-Kinzig-Kreis i Regierungsbezirk Darmstadt i förbundslandet Hessen i Tyskland.